# 군사통제구역 팔이공지대
《군사통제구역 팔이공지대》는 2013년에 개봉된 대한민국의 미스터리 스릴러 영화이다.

## 캐스팅
- 박그리나 : 권진경 역
- 이승진 : 안영진 역
- 김구현 : 노호익 역
- 하은설 : 준임 역
- 이원재 : 중대장 역
- 김세문 : 대마농사꾼 역
- 박형석 : 박 소위 역
- 김병도 : 정진혁 역
- 이태검 : 최 형사 역
- 김희완 : 주철 역
- 신예주 : 수연 역
- 강태원 : 민기 역